# 張掖郡
張掖郡（ちょうえき-ぐん）は、中国にかつて存在した郡。漢代から唐代にかけて、現在の甘粛省張掖市一帯に設置された。

## 概要
紀元前111年（前漢の元鼎6年）、酒泉郡の東部を分離して、張掖郡が置かれた。張掖郡は涼州に属し、觻得・昭武・刪丹・屋蘭・氐池・日勒・驪靬・番和・居延・顕美の10県を管轄した。王莽のとき、設屏郡と改称された。
後漢が建てられると、張掖郡の称にもどされた。張掖郡は觻得・昭武・刪丹・屋蘭・氐池・日勒・驪靬・番和の8県を管轄した。
晋のとき、張掖郡は永平・臨沢・屋蘭の3県を管轄した。
西魏のとき、西涼州が設置されると、張掖郡はこれに属した。554年（廃帝3年）、西涼州が甘州と改称されると、張掖郡は甘州に属した。
583年（開皇3年）、隋が郡制を廃すると、張掖郡は甘州と改められた。607年（大業3年）に州が廃止されて郡が置かれると、甘州は張掖郡と改称された。張掖・刪丹・福禄の3県を管轄した。
619年（武徳2年）、唐が李軌を平定すると、張掖郡は甘州と改められた。742年（天宝元年）、甘州は張掖郡と改称された。758年（乾元元年）、張掖郡は甘州と改称され、張掖郡の呼称は姿を消した。